# Oliveira do Mouchão
Oliveira do Mouchão é uma árvore monumental da espécie Olea europaea, considerada Árvore de Interesse Público desde 2007, e localizada no lugar de Cascalhos, freguesia de Mouriscas, concelho de Abrantes, Portugal. Em 2016, José Luís Lousada, investigador da Universidade de Trás-os-Montes e Alto Douro datou a árvore em 3350 anos, por dendrometria, o que faz com que seja a árvore mais velha de Portugal. Ficou em 2º lugar para Árvore do Ano em 2020 e 2021.
O seu nome deriva da pesca do mouchão, uma vez que no início do século XX, pescadores se juntavam na árvore antes de irem à pesca.